# Organ administracji publicznej
Organ administracji publicznej (organ administracyjny) – w prawie administracyjnym definiowany jest jako podmiot (człowiek lub grupa ludzi) wyodrębniony w strukturze administracji, wyposażony we władztwo administracyjne oraz posiadający własne, wyróżniające go kompetencje. Organy administracyjne są trzonem aparatu administracyjnego i najważniejszymi elementami administracji publicznej.

## Definicje
Według definicji zawartej w polskim Kodeksie postępowania administracyjnego (k.p.a.) organami administracji publicznej są ministrowie, centralne organy administracji rządowej, wojewodowie, działające w ich imieniu lub we własnym imieniu inne organy administracji rządowej (zespolonej i niezespolonej), organy jednostek samorządu terytorialnego oraz organy i podmioty, które są powołane z mocy prawa lub na podstawie porozumień do rozstrzygania spraw indywidualnych w drodze decyzji administracyjnych.
Pod pojęciem ministra k.p.a. rozumie Prezesa i wiceprezesa Rady Ministrów pełniących funkcję ministra kierującego określonym działem administracji rządowej, ministrów kierujących określonym działem administracji rządowej, przewodniczących komitetów wchodzących w skład Rady Ministrów, kierowników centralnych urzędów administracji rządowej podległych, podporządkowanych lub nadzorowanych przez Prezesa Rady Ministrów lub właściwego ministra, a także kierowników innych równorzędnych urzędów państwowych załatwiających sprawy indywidualne rozstrzygane w drodze decyzji administracyjnych oraz sprawy wydawania zaświadczeń.
W literaturze zwraca się uwagę, że k.p.a. posługuje się funkcjonalną definicją organu administracji publicznej, zbliżoną do definicji organu administrującego.

## Właściwość
Kodeks postępowania administracyjnego reguluje właściwość rzeczową i miejscową organów administracji publicznej. Jeśli chodzi o pierwszą, to ustala się według przepisów o zakresie jego działania. Jeśli chodzi o drugą, to ustala się:
- w sprawach dotyczących nieruchomości – według miejsca jej położenia; jeżeli nieruchomość jest położona na obszarze właściwości dwóch lub więcej organów, orzekanie należy do organu, na którego obszarze znajduje się większa część nieruchomości,
- w sprawach dotyczących prowadzenia zakładu pracy – według miejsca, w którym zakład pracy jest, był lub ma być prowadzony,
- w innych sprawach – według miejsca zamieszkania (siedziby) w kraju, a w razie braku zamieszkania w kraju – według miejsca pobytu stron lub jednej ze stron; jeżeli żadna ze stron nie ma w kraju miejsca zamieszkania (siedziby) lub pobytu – według miejsca ostatniego ich zamieszkania (pobytu) w kraju.

Jeżeli nie da się w ten sposób ustalić właściwości miejscowej, stosuje się pomocnicze kryteria jej ustalania. W takiej sytuacji sprawa należy do organu właściwego dla miejsca, w którym nastąpiło zdarzenie powodujące wszczęcie postępowania. Jeżeli i w ten sposób nie da się ustalić właściwości miejscowej, właściwy jest organ dla obszaru dzielnicy Śródmieście w m. st. Warszawie.
Ze względu na źródło właściwości organów administracji publicznej dzieli się ją na ustawową oraz delegacyjną. Kodeks postępowania administracyjnego przewiduje ją w następujących sytuacjach:
- kiedy w wyniku wyłączenia organu (jeżeli sprawa dotyczy interesów majątkowych jego kierownika lub kierownika organu bezpośrednio wyższego stopnia albo interesów majątkowych małżonka, krewnych i powinowatych do drugiego stopnia, osoby związanej z tytułu przysposobienia, kurateli lub opieki z tym kierownikiem), kompetentny staje się organ wyższego stopnia, który może do załatwienia sprawy wyznaczyć inny podległy sobie organ[4],
- kiedy organ administracji publicznej, który wydają decyzję administracyjną w ostatniej instancji przyczynił się do powstania przyczyny wznowienia postępowania, o wznowieniu postępowania rozstrzyga organ wyższego stopnia, który jednocześnie wyznacza właściwy organ w sprawach o wznowienie postępowanie (przepis ten nie dotyczy przypadków, gdy decyzję w ostatniej instancji wydał minister, a w sprawach należących do zadań jednostek samorządu terytorialnego – samorządowe kolegium odwoławcze).

Organ administracji publicznej może przekazać też kompetencje do dokonywania poszczególnych czynności w ramach instytucji pomocy prawnej oraz w postępowaniu odwoławczym, gdzie organ odwoławczy może organowi, który wydał decyzję, zlecić przeprowadzenie postępowania w celu uzupełnienia dowodów i materiałów w sprawie.

## Organ wyższego stopnia
W orzecznictwie organem wyższego stopnia nazywa się „organem strukturalnie odrębnym i kompetencyjnie nadrzędnym nad organem niższego stopnia”. W literaturze wskazuje się na funkcje procesowe organów wyższego stopnia uregulowane w k.p.a., jak sprawowanie kontroli instancyjnej w postępowaniu odwoławczym i zażaleniowym, weryfikacja decyzji w nadzwyczajnych trybach postępowania i podejmowanie pewnych czynności w ramach tych trybów. Organ wyższego stopnia może określać rodzaje spraw, które są załatwiane w terminie krótszym niż określone w k.p.a. (co do zasady miesiąc, w sprawach szczególnie skomplikowanych dwa miesiące). W wypadku wyłączenia organu (albo jeżeli w wyniku wyłączenia pracowników organ ten stał się niezdolny do załatwienia sprawy) organ wyższego stopnia załatwia sprawę (może też ją przekazać innemu podległemu sobie organowi). Do organu wyższego stopnia można złożyć zażalenie na bezczynność organu administracji publicznej; organ wyższego stopnia, uznając zażalenie za uzasadnione, wyznacza dodatkowy termin załatwienia sprawy oraz zarządza wyjaśnienie przyczyn i ustalenie osób winnych niezałatwienia sprawy w terminie, a w razie potrzeby także podjęcie środków zapobiegających naruszeniu terminów załatwiania spraw w przyszłości.
W niektórych wypadkach organ wyższego stopnia rozstrzyga spór o właściwość między organami jednostek samorządu terytorialnego oraz między innymi organami administracji publicznej. W pewnych wypadkach sprawują też nadzór i kontrolę nad przyjmowaniem skarg i wniosków – wyjątkami są skargi załatwiane przez ministerstwa i inne jednostki podległe organizacyjnie bezpośrednio ministrowi, przez organy administracji rządowej, przez jednostki organizacyjne nadzorowane przez terenowe organy administracji rządowej, przez organy jednostek samorządu terytorialnego i samorządowe jednostki organizacyjne.